# Caroline de Barrau de Muratel

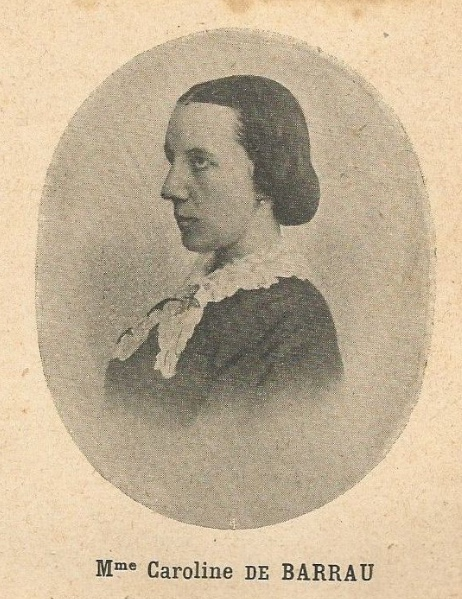
Caroline de Barrau de Muratel

Caroline Françoise Sophie de Barrau de Muratel, geborene Coulomb, (* 3. September 1828 in Eaubonne oder Paris; † 18. Dezember 1888 in Paris) war eine französische Philanthropin, Schriftstellerin, Erzieherin und Feministin während des Zweiten Kaiserreichs und der Dritten Republik.

## Leben
Caroline Françoise Coulomb wurde in eine wohlhabende Bankiersfamilie geboren; ihr Vater, Louis Émile Coulomb war Ritter der Ehrenlegion. Sie hatte eine gute Ausbildung in den griechischen und lateinischen Klassikern, modernen Sprachen und Musik. 1848 heiratete sie David-Maurice Armand de Barrau de Muratel, der einer protestantischen Adelsfamilie aus Castres angehörte. Er war zu dieser Zeit Botschaftsattaché, gab seine Karriere jedoch fast sofort auf, um sich auf sein großes Landgut im Département Tarn zurückzuziehen: in La Sabartarié in der Gemeinde Viviers-lès-Montagnes, wo er Bürgermeister wurde, und später in Le Montagnet in der Gemeinde Sorèze. Das Ehepaar lebte zunächst im Tarn und danach in Paris.
Caroline de Barrau war gleichzeitig pro-republikanisch und elitär. Obwohl sie weltoffen und eine frühe Feministin war, war sie während des Deutsch-Französischen Krieges eine Patriotin. Sie baute ihr Schloss Montagnet in ein Krankenhaus um, in das sie vierzig Verwundete vom Schlachtfeld an der Loire brachte. Sie wurden mit Pocken infiziert, aber neununddreißig überlebten.
Nach einem Hochschulstudium engagierte sie sich für die Bildung junger Mädchen, den Schutz junger Frauen, die in Paris Arbeit suchten, und die Situation von Frauen im Gefängnis.
Als Erzieherin versammelte sie Kinder beiderlei Geschlechts um ihre Tochter und ihre beiden Söhne und wählte Lehrer aus, die unter ihrer Leitung arbeiten sollten. Die improvisierte Schule war sehr erfolgreich. Caroline de Barrau zog bei Bedarf nach Paris, um ihre Kinder und andere Schüler auszubilden, und öffnete ihr Haus für junge, meist ausländische Medizinstudenten. Einige von ihnen unterstützte sie finanziell. Sie war der Meinung, dass Frauen der Besuch öffentlicher Universitäten in Frankreich eher aus Gewohnheit als aus rechtlichen Gründen verboten war. Die Lösung bestand darin, Frauen angemessen auf das Universitätsstudium vorzubereiten und sie dann einzuschreiben. Ihre Tochter Emilie und andere junge Frauen, die „intellektuell auf eine Arbeit von universitärem Rang vorbereitet waren, erschienen zur richtigen Zeit und am richtigen Ort zur Immatrikulation“. Sie wurden zum Medizinstudium an der Universität von Paris zugelassen.
1866 gründete sich im Haus von André Léo eine feministische Gruppe, die sich Société pour la Revendication du Droit des Femmes (Gesellschaft für die Forderung der Frauenrechte) nannte. Zu ihren Mitgliedern gehörten Paule Mink, Louise Michel, Eliska Vincent, Élie Reclus und seine Frau Noémie, Louise Simon (die Ehefrau von Jules Simon) und Caroline de Barrau. Maria Deraismes nahm ebenfalls teil. Aufgrund des breiten Meinungsspektrums beschloss die Gruppe, sich auf die Verbesserung der Mädchenbildung zu konzentrieren. Caroline de Barrau war Mitglied der 1868 gegründeten Association internationale des femmes (AIF). Bis 1872 wurde die AIF mit Misstrauen betrachtet, da das Wort „international“ mit der Pariser Kommune in Verbindung gebracht wurde, und man war über die Führung von Marie Goegg gespalten. Im Juni 1872 gehörte Caroline de Barrau zu den Unterzeichnerinnen eines Kommuniqués, das zu einem Treffen im Haus von Julie von May (von Rued) in Bern aufrief, um eine neue Vereinigung mit dem Namen Solidarité: Association pour la défense des droits de la femme (Solidarität: Verein für die Verteidigung der Rechte der Frau) zu gründen. Zu den Unterzeichnerinnen gehörten neben Josephine Butler und der Italienerin Christine Lazzati die deutschen Rosalie Schönwasser, Marianne Menzzer und Julie Kühne.
Auf dem Genfer Kongress der Fédération abolitionniste internationale 1877 berichtete Caroline de Barrau, dass die meist saisonal beschäftigten Arbeiterinnen in Paris durchschnittlich etwa zwei Francs pro Tag verdienten. Das war ein Hungerlohn. Am 16. Juni 1879 genehmigte die Polizei die Gründung einer französischen Sektion der Föderation für die Abschaffung der Prostitution, der Association pour l’abolition de la prostitution réglementée (Verein zur Abschaffung der reglementierten Prostitution), deren Präsident Victor Schœlcher war. Die aktivsten Organisatorinnen der Association waren die Frauenrechtlerinnen Maria Deraismes, Emilie de Morsier und Caroline de Barrau. Als Leiterin des „Œuvre des libérées de Saint-Lazare“ (Werk der Befreiten von Saint-Lazare) gründete sie die „Union française pour la défense et la tutelle des enfants abandonnés, délaissés et maltraités“ (Französische Union für die Verteidigung und Vormundschaft von verlassenen, vernachlässigten und misshandelten Kindern).

„Caroline de Barrau, eine pädagogische Erneuerin, fast eine Feministin avant la lettre, eine Kosmopolitin aus universeller Sympathie, war zugleich eine Patriotin bis zum Heroismus. In den schlimmsten Zeiten des Deutsch-Französischen Krieges verwandelte sie ihr Schloss Montagnet in eine Krankenstation und pflegte dort vierzig Verwundete, die sie selbst von den Schlachtfeldern an der Loire geholt hatte.“

Caroline de Barrau de Muratel schrieb mehrere Bücher über die Situation von Frauen und Kindern.

## Werke
- Fondatrice de la Société pour l’enseignement professionnel des femmes; É. Voitelain 1868.
- mit Isaure André du Molin Journal et fragments; J. Cherbuliez 1870.
- La femme et l’éducation; Librairie de Jöel Cherbuliez 1870.
- mit Louis Leblois La mission de la femme et en particulier son rôle dans l’éducation religieuse de l’enfance; J. Cherbuliez 1870.
- Étude sur le salaire du travail féminin à Paris; Fédération britannique, continentale et générale 1878.
- Les Femmes de la campagne à Paris; 1884.